# Olga Mikutina
Olga Mikutina (* 6. Oktober 2003 in Charkiw) ist eine in der Ukraine geborene Eiskunstläuferin, die in Wettbewerben für Österreich im Einzellauf antritt. Sie wurde 2020 und 2021 und 2024 österreichische Meisterin im Eiskunstlauf. Bei den Eiskunstlauf-Weltmeisterschaften 2021 erreichte sie den achten Platz.

## Karriere

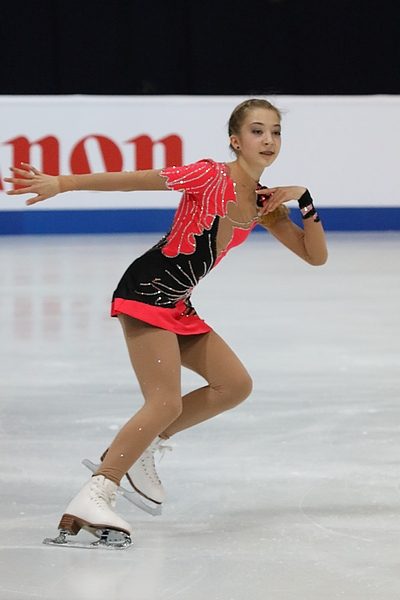
Olga Mikutina bei den Juniorenweltmeisterschaften 2019

Olga Mikutina begann mit vier Jahren mit dem Eislaufen. Bis zu ihrem 12. Lebensjahr lebte und trainierte sie in der Ukraine und wurde dreimal ukrainische Meisterin in ihrer Altersklasse. Nach ihrem Umzug nach Österreich begann sie am Olympiazentrum Vorarlberg zu trainieren.
2019 vertrat Mikutina Österreich bei den Eiskunstlauf-Juniorenweltmeisterschaften. Sie belegte bei ihnen den 18. Platz. In den Jahren 2019 und 2020 wurde sie zweimal in Folge Österreichische Juniorenmeisterin. 2020 trat sie erstmals auch bei den Österreichischen Meisterschaften an und gewann auf Anhieb die Goldmedaille. Sie wurde daraufhin bestimmt, Österreich bei den Europameisterschaften 2020 zu vertreten. Dort gelang ihr mit Platz 21 im Kurzprogramm die Qualifikation für die Kür. Im Gesamtergebnis erreichte sie bei diesen Europameisterschaften den 24. Platz. Mikutina trat in dieser Saison mit einem Kurzprogramm zu Sing, Sing von Louis Prima und einem Tango aus dem Film Step Up 3D an.
Im folgenden Jahr konnte Mikutina ihren Titel als Österreichische Meisterin verteidigen. Sie behielt für diese Saison ihr Kurzprogramm bei und präsentierte eine neue Kür zu Musik von Ludovico Einaudi. Sie trat bei den Weltmeisterschaften 2021 an, wo sie den 8. Platz erreichte und damit einen zweiten Startplatz für Österreich im folgenden Jahr gewann.
Diese gute Platzierung brachte ihr auch ihre erste Einladung in die Grand-Prix-Serie der Saison 2021/22 ein. In dieser Saison lief Mikutina weiterhin ihre Kür aus dem Vorjahr, als Kurzprogramm wählte sie das Lied My Nocturnal Serenade des schwedischen Sängers Yohio. Beim Rostelecom Cup 2021 belegte sie den 12. Platz. Bei den Österreichischen Meisterschaften gewann Mikutina die Silbermedaille hinter Stefanie Pesendorfer. Bei den Europameisterschaften 2022 erreichte sie Platz 15. Sie wurde für das Österreichische Team für die Olympischen Winterspiele 2022 in Beijing ausgewählt. Dort erreichte sie in beiden Programmen und in der Gesamtwertung den 14. Platz. Bei den Weltmeisterschaften 2022 erreichte Mikutina ebenfalls Platz 14.
Für die folgende Saison behielt Mikutina erneut ihr Kurzprogramm bei. Ihre neue Kür lief sie zu The Curse von Agnes Obel und Dawn of Faith von Eternal Eclipse. Mikutina erhielt erneut eine Einladung in die Grand-Prix-Serie, wo sie beim Grand Prix de France den 10. Platz erreichte. Ihre Teilnahme an den Österreichischen Meisterschaften im Dezember 2022 musste Mikutina aufgrund einer Windpocken-Erkrankung absagen. Sie wurde dennoch ausgewählt, um Österreich bei den Europameisterschaften 2023 zu vertreten. Dort lag sie nach dem Kurzprogramm auf Platz 4, fiel aber nach einer fehlerreichen Kür auf den 12. Platz.
Nach ihrer Matura 2023 verlagerte Mikutina ihren Trainingsstandort in die USA nach Montclair (New Jersey). Sie nahm dort ein Studium der Betriebswirtschaftslehre an der Montclair State University auf. Sie trainiert gemeinsam mit Teilen des israelischen Nationalteams bei dem früheren Einzelläufer Oleksij Bytschenko, der früheren Eistänzerin Galit Chait und dem früheren Paarläufer Evgeni Krasnopolski. Ihre langjährige Trainerin Elena Romanova berät sie weiterhin, und Mikutina trainiert bei ihr, wenn sie sich in Österreich aufhält. Bei den österreichischen Meisterschaften 2024 wurde Mikutina zum dritten Mal österreichische Meisterin.

## Ergebnisse
| Meisterschaft / Jahr                       | 2020    | 2021    | 2022    | 2023    | 2024    |
| ------------------------------------------ | ------- | ------- | ------- | ------- | ------- |
| Olympische Winterspiele                    |         |         | 14.     |         |         |
| Weltmeisterschaften                        |         | 8.      | 14.     | 19.     |         |
| Europameisterschaften                      | 24.     |         | 15.     | 12.     | 8.      |
| Österreichische Meisterschaften            | 1.      | 1.      | 2.      |         | 1.      |
| Wettbewerb / Saison                        | 2019/20 | 2020/21 | 2021/22 | 2022/23 | 2023/24 |
| GP Grand Prix de France                    |         |         |         | 10.     |         |
| GP NHK Trophy                              |         |         |         | 10.     |         |
| GP Rostelecom Cup                          |         |         | 12.     |         |         |
| CS Finlandia Trophy                        |         |         |         | 9.      |         |
| CS Nebelhorn Trophy                        |         | 13.     |         | 7.      |         |
| CS Budapest Trophy                         |         |         |         |         | 5.      |
| CS Golden Spin                             |         |         |         |         | 9.      |
| Sofia Trophy                               |         | 1.      |         |         |         |
| GP = Grand Prix, CS = ISU-Challenger-Serie |         |         |         |         |         |